# エリック・テン・ハフ
- エリック・テン・ハグ
- エリック・テン・ハーグ

エリック・テン・ハフ（Erik ten Hag、オランダ語発音: [ˈeːrɪk tən ɦɑx]、1970年2月2日 - ）は、オランダオーファーアイセル州ハークスベルヘン出身の元サッカー選手、サッカー指導者。現役時代は、ディフェンダー（センターバック）を務めていた。

## 指導歴
下部リーグのゴー・アヘッド・イーグルスやバイエルン・ミュンヘンII監督を経て、2017-18シーズンより、エールディヴィジのアヤックス・アムステルダムの監督を務めた。UEFAチャンピオンズリーグの2018-2019シーズンにおいて、同クラブを22年ぶりのベスト4進出に導いた功績が認められ、2019年度FIFA「ザ・ベスト」賞の男子年間最優秀監督部門の10人の候補の1人にノミネートされた。
2022-23シーズンより、プレミアリーグのマンチェスター・ユナイテッドの監督に就任する。EFLカップでは、決勝でニューカッスル・ユナイテッドを2-0で破り、6シーズン振りとなるタイトルをチームに持たらした。
2023-24シーズンでは、プレミアリーグをクラブワーストとなる8位でシーズンを終えたが、FAカップでは、準々決勝のリヴァプール戦を4-3、決勝のマンチェスター・シティ戦を2-1で勝利し、2年連続のタイトルを獲得。そして来シーズンのヨーロッパリーグの出場権を獲得した。
2024-25シーズンでは、夏の移籍市場での選手の補強や、監督就任後3シーズン目ということから期待を寄せられていたが、成績の不振が続いたことにより、シーズン途中の10月28日に解任された。
2025-26シーズンより、ドイツ・ブンデスリーガのバイエル・レバークーゼン監督に就任。

## エピソード
22-23プレミアリーグ第2節でブレントフォードFC相手に4-0で敗れると、選手に翌日は休日だったのを返上させ、猛暑の中、罰走8.5マイル（約13.7km）分（ブレントフォードの総走行距離とユナイテッドの総走行距離の差の数値）を選手に命令した。選手から不満が出る中、なんと自らも罰走に参加した。

## タイトル

### 選手時代
デ・フラーフスハップ
- エールステ・ディヴィジ：1991-92

FCトゥウェンテ
- KNVBカップ：2000-01

### 指導者時代
アヤックス・アムステルダム
- エールディヴィジ：3回（2018-19、2020-21, 2021-22）
- KNVBカップ：2回（2018-19、2020-21）
- ヨハン・クライフ・スハール：2019

個人
- リヌス・ミヘルス・アワードオランダ・プロ・フットボールクラブ年間最優秀監督：2回（2015-16、2018-19）

マンチェスターユナイテッド
- FAカップ：2023-24
- EFLカップ：2022-23

## 監督成績
2022年8月22日現在
| クラブ                       | 国               | 就任           | 退任           | 記録 | 記録 | 記録 | 記録 | 記録 | 記録 | 記録 | 記録   |
| クラブ                       | 国               | 就任           | 退任           | 試   | 勝   | 分   | 敗   | 得   | 失   | 差   | 勝率   |
| ---------------------------- | ---------------- | -------------- | -------------- | ---- | ---- | ---- | ---- | ---- | ---- | ---- | ------ |
| ゴー・アヘッド・イーグルス   | オランダの旗     | 2012年7月1日   | 2013年6月6日   | 39   | 18   | 11   | 10   | 82   | 57   | +25  | 046.15 |
| バイエルン・ミュンヘンII     | ドイツの旗       | 2013年6月6日   | 2015年5月22日  | 72   | 47   | 11   | 14   | 156  | 65   | +91  | 065.28 |
| ユトレヒト                   | オランダの旗     | 2015年5月23日  | 2017年12月27日 | 111  | 56   | 26   | 29   | 192  | 142  | +50  | 050.45 |
| アヤックス                   | オランダの旗     | 2017年12月28日 | 2022年5月15日  | 89   | 66   | 15   | 8    | 252  | 77   | +175 | 074.16 |
| マンチェスター・ユナイテッド | イングランドの旗 | 2022年5月23日  | 2024年10月28日 | 16   | 10   | 2    | 4    | 24   | 20   | +4   | 062.50 |
| 合計                         | 合計             | 合計           | 合計           | 312  | 188  | 63   | 61   | 682  | 341  | +341 | 060.26 |